# Dašt-e khāmuš
Dašt-e khāmuš, noto anche come The Wasteland, è un film del 2020 scritto e diretto da Ahmad Bahrami.

## Trama
Mentre tutte le altre fabbriche della zona hanno lentamente chiuso una dopo l'altra, un mattonificio in una località remota del deserto iraniano continua a produrre mattoni alla maniera tradizionale. Nel corso degli anni, attorno al mattonificio si è sviluppata una piccola comunità di etnie diverse composta dalle famiglie degli operai, che usano l'anziano sorvegliante Lotfollah, nato e vissuto da sempre nella fabbrica, come tramite con il padrone. Un giorno, questo chiede a Lotfollah di riunire gli operai e le loro famiglie per comunicare loro di aver venduto la fabbrica e che quindi questa chiuderà a breve. Lotfollah cercherà in tutti modi di garantire un futuro a Sarvar, la vedova di un operaio di cui è innamorato.

## Distribuzione
Il film è stato presentato in anteprima il 3 settembre 2020 nella sezione Orizzonti della 77ª Mostra internazionale d'arte cinematografica di Venezia.

## Riconoscimenti
- 2020 - Mostra internazionale d'arte cinematografica[2][3]
  - Premio Orizzonti per il miglior film
  - Premio FIPRESCI (Orizzonti e sezioni parallele)
  - Premio Fondazione FAI Natura Ambiente